# ヨハン・アドルフ (シュレースヴィヒ＝ホルシュタイン＝ゴットルプ公)
ヨハン・アドルフ（デンマーク語:Johan Adolf；ドイツ語:Johann Adolf, 1575年2月27日 - 1616年3月31日）は、シュレースヴィヒ＝ホルシュタイン＝ゴットルプ公（在位：1590年 - 1616年）。

## 生涯
シュレースヴィヒ＝ホルシュタイン＝ゴットルプ公アドルフと、その妻でヘッセン方伯フィリップの娘であるクリスティーネの三男として生まれた。父はデンマーク王フレゼリク1世の息子の一人である。ヨハン・アドルフは当初、リューベック司教領の監督者（在任1586年 - 1607年）、ブレーメン司教領の監督者（在任1589年 - 1596年）を務めていたが、二人の兄フレデリク2世とフィーリプが相次いで亡くなったため、公爵位を引き継いだ。リューベックとブレーメンの司教監督者の地位は弟のヨハン・フレデリクに引き継がれた。

## 子女
ヨハン・アドルフは1596年、従兄であるデンマーク王フレデリク2世の娘であるアウグスタと結婚し、8人の子供をもうけた。
- フレデリク3世（1597年 - 1659年） - シュレースヴィヒ＝ホルシュタイン＝ゴットルプ公
- エリーザベト・ゾフィー（1599年 - 1627年） - 1621年、ザクセン＝ラウエンブルク公アウグストと結婚
- アドルフ（1600年 - 1631年）
- ドロテア・アウグステ（1602年 - 1682年） - 1633年、同族のシュレースヴィヒ＝ホルシュタイン＝ゾンダーブルク＝プレーン公ヨアヒム・エルンストと結婚
- ヘートヴィヒ（1603年 - 1657年） - 1620年、プファルツ＝ズルツバッハ公アウグストと結婚
- アンナ（1605年 - 1623年）
- ヨハン（1606年 - 1655年）
- クリスティアン（1609年）

| 先代 フィーリプ | シュレースヴィヒ＝ホルシュタイン＝ゴットルプ公 1590年 - 1616年 | 次代 フレデリク3世 |